# Pietro degli Ingannati

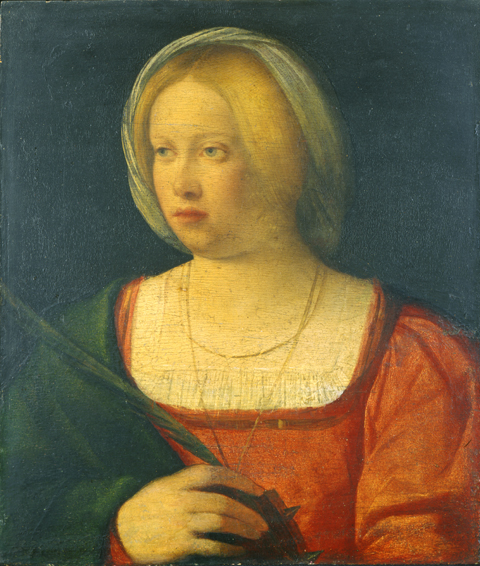
Retrat de noia com Santa Caterina Museu Poldi Pezzoli, Milà).

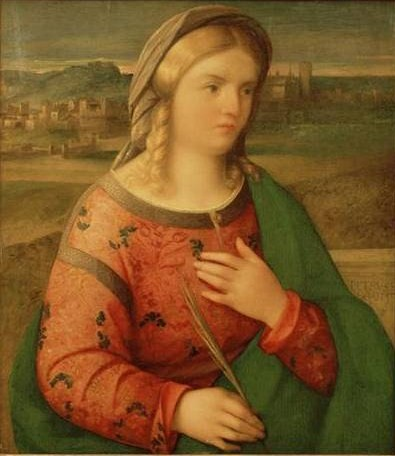
Retrat de dama abillada com a màrtir Portland Art Museum, Portland.

Pietro degli Ingannati (Venècia, documentat 1529 - 1548). Pintor italià del Renaixement, actiu a Venècia durant la primera meitat del segle xvi.

## Biografia
Probablement oriünd del Vèneto, antigament se'l va confondre amb Francesco Bissolo, el treball del qual està proper al seu estil. Segurament es va formar en el taller d'Alvise Vivarini. Les seves primeres obres revelen la influència de Giovanni Bellini, sobretot en la composició, encara que el seu art està més a prop d'artistes com a Lazzaro Bastiani, Marco Basaiti o Benedetto Diana. Posteriorment la seva obra es farà més fortament belliniana, acostant-se a la manera de pintar de Vincenzo Catena i amb una influència superficial de les novetats aportades per Giorgione.
Ingannati va adaptar el tema de la Sacra conversazione tan típic de la pintura veneciana, repetint models de Bellini, sobretot en les figures. Aquest tipus de motiu va ser popularitzat per Tizià. Tanmateix, artistes com a Pietro o Rocco Marconi van continuar ancorats a un estil una mica arcaic, que va copiar els temes però no les innovacions dels mestres venecians més avançats com Francesco Vecellio o Palma el Vell, encara que sense perdre el gust pel color clàssic de l'Escola veneciana.

## Obres destacades
- Retrat de noia (c. 1515, Staatliche Museen, Berlín)
- Mare de Déu amb l'Infant i Santa Agnès en un paisatge (c. 1525, Museu Thyssen-Bornemisza, en dipòsit en el MNAC, Barcelona)
- Mare de Déu amb l'Infant i quatre sants (abans en el Kàiser Friedrich Museum de Berlín, destruïda el 1945)
- Mare de Déu amb l'Infant i dos sants (Museu Civico Borgogna, Vercelli)
- Retrat de noia com Santa Caterina Museu Poldi Pezzoli, Milà)
- Retrat de dama abillada com a màrtir (1530, Portland Art Museum, Portland, Oregon)
- Crist beneint amb quatre sants (Col·lecció Marinotti, Milà)
- Adoració dels Reis Mags (Galeria Nacional d'Úmbria, Perusa)
- Mare de Déu amb l'Infant i Magdalena (abans a Col·lecció Gentner, Worcester)
- Mare de Déu amb l'Infant i ocell (Col·lecció Schrafl, Zúric)
- Sagrada Família amb Sant Joan Baptista i Santa Úrsula 1548, la seva última obra signada i datada. (Desapareguda)